# Theropithecus darti
Theropithecus darti é uma espécie fóssil de primate ds família cercopithecidae.